# Distretto di Sam Gbalor
Il distretto di Sam Gbalor è un distretto della Liberia facente parte della contea di River Cess.